# Cantó de Lussan

El cantó de Lusson és un cantó francès del departament del Gard, a la regió d'Occitània. Està inclòs al districte de Nimes, té 12 municipis i el cap cantonal és Lussan.

## Municipis
- La Bastida d'En Gras
- Belvézet
- La Bruguièira
- Fonts de Lussan
- Fontarecha
- Lussan
- Pinhadorèissa
- Sent Andrieu d'Olerargues
- Sent Laurenç de la Verneda
- Sent Marcèu de Carreireta
- Valerargues
- Verdfuèlh